# Čudské jezero
Čudské jezero nebo jezero Peipsi (rusky Чудское озеро, Гдовское озеро nebo Пейпси, estonsky Peipsi, Peipsi järv, Suurjärv, Külmjärv, Oudova järv), je jezero na hranici estonských krajů Ida-Virumaa, Jõgevamaa a Tartumaa a Pskovské oblasti Ruska. Spolu s Teplým jezerem a Pskovským jezerem tvoří nepřerušenou vodní plochu, označovanou jako Čudsko-pskovské jezero, nebo méně přesně rovněž jako Čudské jezero. Čudsko-pskovské jezero je svou rozlohou 3555 km² pátým největším jezerem Evropy (po Ladožském jezeře, Oněžském jezeře, Vänern a jezeře Saimaa). V severojižním směru je Čudské jezero dlouhé 72 km a dosahuje největší šířky 50 km. Maximální hloubka jezera je 12,9 m.

## Popis jezera

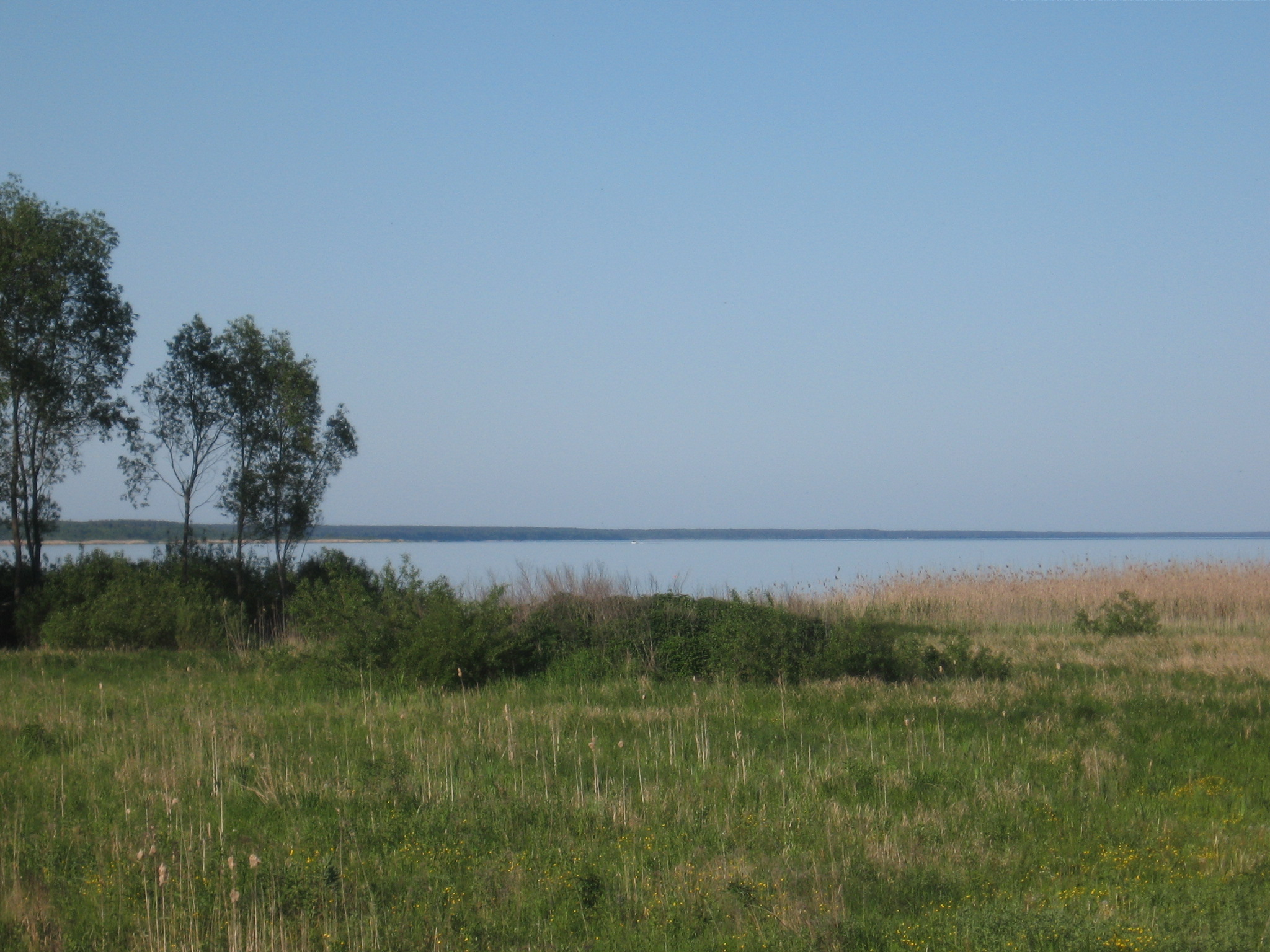
Písčité pobřeží jezera mezi Mustvee a Lohusuu

Břehy jezera jsou převážně nízké, v jižní části jezera bažinaté a porostlé rákosím, v severní spíše písčité. Mezi Kauksi a Vasknarvou tvoří pobřežní písek duny, porůstající borovými lesy, a při okraji jezera hojně vyhledávanou třicetikilometrovou pláž, nejdelší v Estonsku.
Důvodem této rozdílnosti severní a jižní části jezera je nestejná rychlost tektonického zdvihu — severní část se zvedá rychleji, a tak je voda jezera pomalu tlačena na jih, kde zaplavuje nová území.
Dno jezera je ploché a pokryté silnou jílovou vrstvou.
V jižní části jezera se nachází řada ostrovů a ostrůvků. Největší z nich je Piirissaar, patřící Estonsku.

## Etymologie
Etnonymum Čud bylo ve staré Rusi používáno k označení předků dnešních Estonců, včetně Pskovských Estonců, a také jako souhrnné označení pro různé ugrofinské národy. Jméno je slovanské, protože Estonci se sami takto nikdy neoznačovali.

## Vodstvo
Do Čudského jezera se vlévá přibližně 200 řek a potoků, z nichž největší je Emajõgi. Jediným odtokem z jezera je Narva, která odvádí jeho vodu do Finského zálivu. Hladina jezera běžně kolísá mezi 29 a 31 m n. m., nejvyšší úrovně dosahuje v době tání sněhu (obvykle začátkem května).
Jezero zamrzá v průměru na 114 dní ročně, ledem bývá pokryto zpravidla od prosince do dubna.

## Fauna
V jezeře žije 37 druhů ryb a 9 druhů obojživelníků. Nejběžnějšími druhy jsou síh malý, okoun říční, koruška evropská a štika obecná, z dalších zde žijí mník jednovousý, karas obecný, candát obecný, cejn velký, cejnek malý, perlín ostrobřichý, plotice obecná a síh maréna. Dříve běžný losos atlantský téměř vymizel po postavení Narevské vodní elektrárny, ale v současnosti probíhá jeho znovuvysazování.

## Historie
Historicky je jezero významné „ledovou bitvou“ na Čudském jezeře, která se odehrála 5. dubna 1242 na zamrzlé hladině na jižním okraji jezera poblíž Piirissaaru. Novgorodské vojsko pod vedením knížete Alexandra Něvského tehdy drtivě porazilo Livonské rytíře, kteří se snažili proniknout na novgorodské území. Porážka zastavila další expanzi řádu na východ a na staletí učinila Čudské jezero hranicí mezi katolickou a pravoslavnou Evropou.